# Contea di Nassau-Usingen
La contea di Nassau-Usingen fu una sezione del Ducato di Nassau, un'entità esistente dal 1635 al 1806 nel territorio dell'odierna Germania. 

## Storia
Questa contea, originariamente parte della contea di Weilnau, venne acquisita dai conti di Nassau-Weilburg nel 1602 ed unita ai propri patrimoni territoriali.
Nel 1629 la contea di Nassau-Weilburg venne divisa nelle linee di Nassau-Weilburg, Nassau-Idstein e Nassau-Saarbrücken. Quest'ultima contea venne a sua volta suddivisa nel 1640 e diede origine alla contea di Nassau-Saarbrücken, a quella di Nassau-Ottweiler ed a quella di Nassau-Usingen. Quest'ultima fu quella che ebbe maggior fortuna non solo godendo nel 1688 dell'elevazione al titolo di principato del Sacro Romano Impero, ma anche di servire da luogo di confluenza degli altri territori che entrarono nella sua orbita a causa dell'estinzione delle rispettive famiglie (Nassau-Idstein nel 1721, Nassau-Saarbrücken nel 1723 e Nassau-Ottweiler nel 1728).
Nel 1735 Nassau-Usingen venne divisa nuovamente in Nassau-Usingen e Nassau-Saarbrücken, mentre nel 1797 Nassau-Usingen ereditò ancora il territorio di Nassau-Saarbrücken.
Il 17 luglio 1806 le contee di Nassau-Usingen e Nassau-Weilburg aderirono alla Confederazione del Reno. Sotto pressione di Napoleone, entrambi gli stati si unirono a formare il Ducato di Nassau il 30 agosto 1806, posto sotto il governo di Federico Augusto di Nassau-Usingen e del suo giovane cugino Federico Guglielmo di Nassau-Weilburg. Dal momento che Federico Augusto morì senza eredi maschi, il governo alla sua morte passò al cugino Federico Guglielmo che però morì cadendo dalle scale del castello di Weilburg il 9 gennaio 1816 e venne perciò rimpiazzato al governo dal figlio Guglielmo.

## Conti e poi Principi di Nassau-Usingen
| regno        | nome             | nascita   | morte      | note                                            |
| ------------ | ---------------- | --------- | ---------- | ----------------------------------------------- |
| 1640/59-1702 | Valeriano        | 5-3-1635  | 17-10-1702 | figlio di Guglielmo Luigi di Nassau-Saarbrücken |
| 1702-1718    | Guglielmo Enrico | 2-5-1684  | 14-2-1718  | figlio del precedente                           |
| 1718-1775    | Carlo            | 1-1-1712  | 21-6-1775  | figlio del precedente                           |
| 1775-1803    | Carlo Guglielmo  | 9-11-1735 | 17-5-1803  | figlio del precedente                           |
| 1803-1806    | Federico Augusto | 23-4-1738 | 24-3-1816  | fratello del precedente                         |

## Bibliografía
- Fürstentum Nassau-Usingen, su hoeckmann.de.
- The divisions of the House of Nassau, su hoeckmann.de.

| Controllo di autorità | VIAF (EN) 239110720 |